# Friedrich-List-Denkmal (Leipzig)

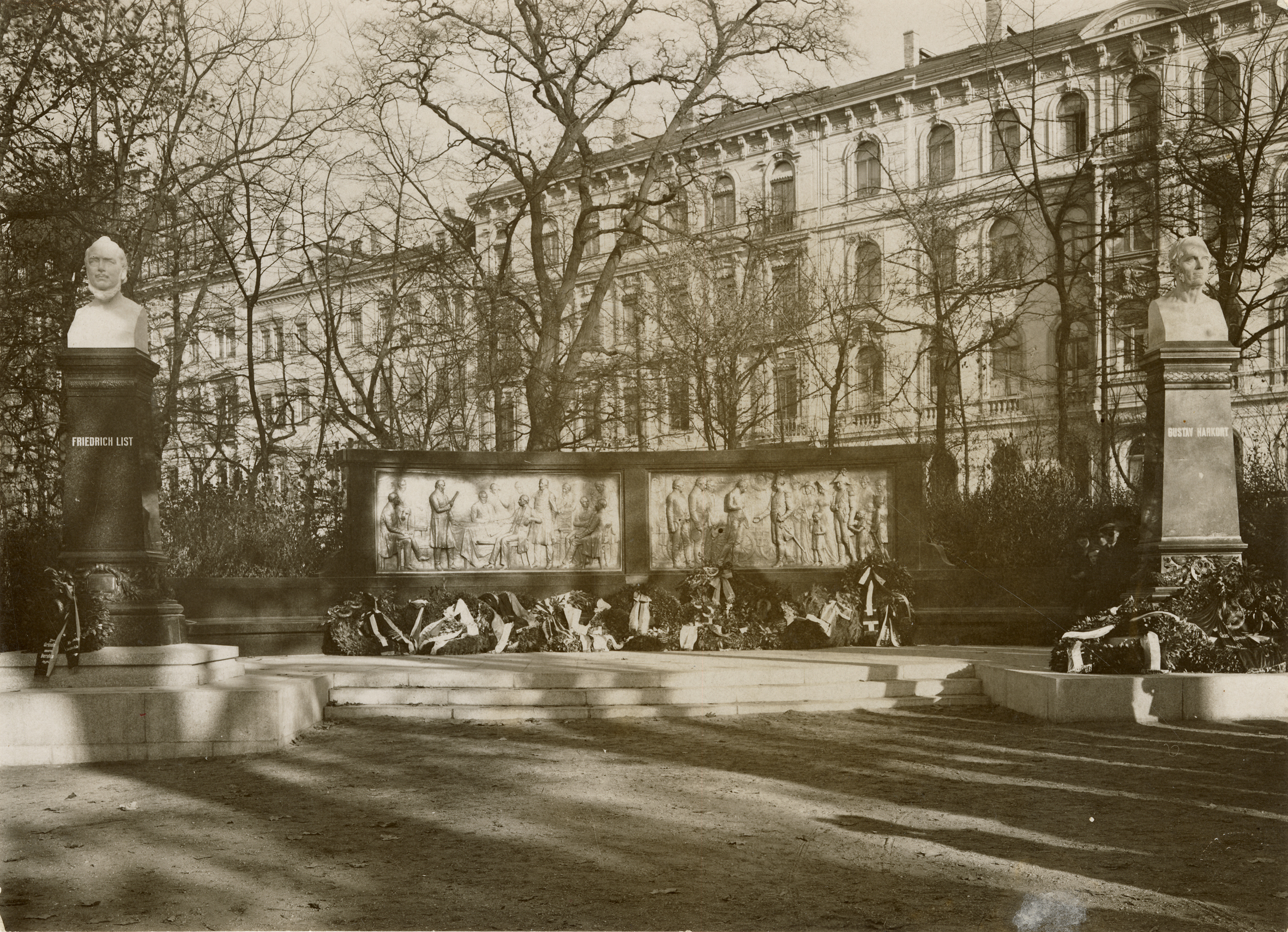
Friedrich-List-Denkmal (List-Harkort-Denkmal), 1927

Das Friedrich-List-Denkmal in Leipzig (auch List-Harkort-Denkmal genannt) bestand zu Ehren von Friedrich List, Gustav Harkort und der Leipzig-Dresdner Eisenbahn-Compagnie von 1927 bis 1944 an der nordöstlichen Seite des Schwanenteichs am Georgiring, die beiden erhaltenen Büsten des Denkmals befinden sich seit 1999 im Leipziger Hauptbahnhof.

## Geschichte

### Gustav-Harkort-Denkmal (1878)

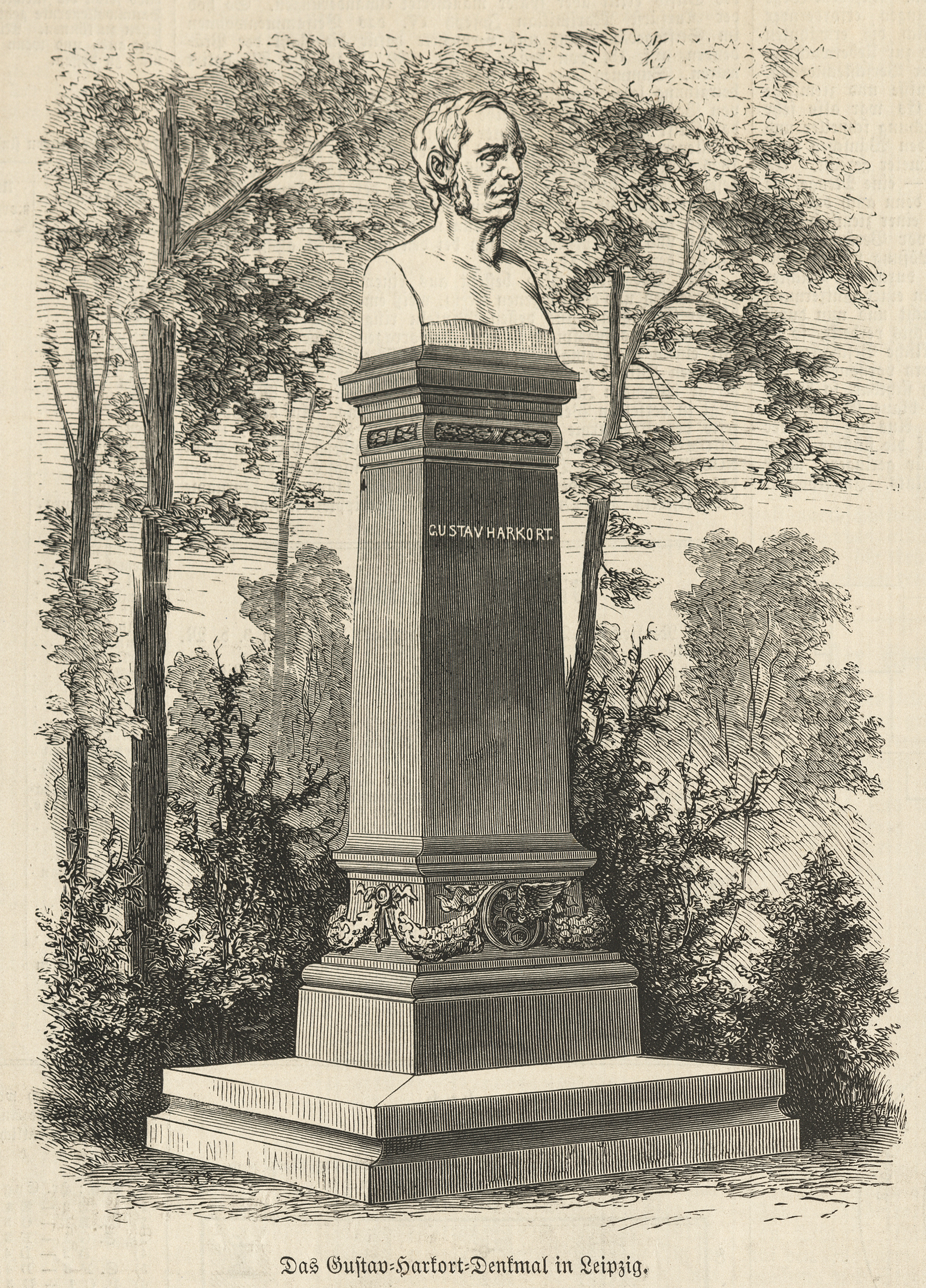
Gustav-Harkort-Denkmal, 1878

Am 9. Juli 1878 wurde in der Parkanlage am Schwanenteich eine Büste aus Marmor auf einem Postament aus Granit enthüllt, deren Errichtung bei der letzten Generalversammlung der Leipzig-Dresdner Eisenbahn-Compagnie am 29. März des Jahres beschlossen wurde. Das Denkmal sollte den Unternehmer, Bankier und Eisenbahnpionier Gustav Harkort (1796–1865), der von 1835 bis zu seinem Tod der Compagnie vorstand und maßgeblich für die erste deutschen Ferneisenbahn mitverantwortlich war, ehren. Der Architekt Carl Gustav Aeckerlein (1832–1886) zeichnete sich für das Postament aus, die Büste schuf der Bildhauer Eduard August Lürssen (1840–1891).

### Planung des Friedrich-List-Denkmals
Die Planung des Friedrich-List-Denkmals war von ständigen Änderungen und Unterbrechungen betroffen und zog sich über 15 Jahre hin.
Im April 1912 gründeten Vertreter von sechzehn sächsischen Eisenbahnervereinen im Rahmen des 75. Jahrestages der Eröffnung des ersten Streckenabschnitts der Leipzig-Dresdner Eisenbahn zwischen Leipzig und Althen den sogenannten Arbeits-Ausschuß für die Errichtung eines Friedrich List-Denkmals in Leipzig. Schnell erklärte sich der Bildhauer und Eisenbahnersohn Adolf Lehnert (1862–1948) dazu bereit, das Denkmal zu entwerfen. Noch im gleichen Jahr kündigte auch der Rat der Stadt Leipzig an, das Projekt finanziell zu unterstützen und einen geeigneten Platz für das Denkmal bereitzustellen. Der Ausschuss hatte den Wunsch, das Monument auf dem Vorplatz des zukünftigen Hauptbahnhofs zu errichten. Die Stadt Leipzig und der Ausschuss waren sich einig, dass das 1878 eingeweihte obeliskförmige Eisenbahndenkmal und die Büste des Gustav-Harkort-Denkmals vom Schwanenteich versetzt und zusammen mit einer durch Adolf Lehnert neu geschaffenen List-Büste aus Bronze zum Friedrich-List-Denkmal vereinigt werden sollten. Dabei sollten die Büsten den Obelisken links und rechts flankieren, sie sollten selbst durch ein Relief miteinander verbunden werden, welches anschaulich die Geschichte der Leipzig-Dresdner Eisenbahn darstellen sollte. Nach einer größenmäßig originalgetreuen aufgestellten Holzsilhouette des Eisenbahndenkmals am geplanten Standort wurde diese Idee aufgrund der räumlichen Dominanz des Obelisken verworfen, Lehnert brachte einen neuen und letztendlich verwirklichten Entwurf ein. Das Denkmal sollte nun in der Parkanlage am Schwanenteich ohne Einbeziehung des Eisenbahndenkmals stehen.
Bis 1914 konnten bereits etwa 62.000 Mark aus Spenden gesammelt werden, im gleichen Jahr schuf Lehnert die Friedrich-List-Büste. Das Denkmal sollte mit der geplanten Einweihung des Hauptbahnhofs am 1. Dezember 1915 enthüllt werden. Die Bauarbeiten begannen auch noch 1915. Zuvor hatte sich Adolf Lehnert, der auch die Finanzen des Projekts betreute, 11.200 Mark Künstlerhonorar überwiesen, ohne die anderen Ausschussmitglieder zu informieren. Bedingt durch die Entwicklungen im Ersten Weltkrieg, Materialmangel, die Verdrängung von Berufsvereinigungen durch Gewerkschaften sowie Inflation kam die Vereinstätigkeit und der Bau in den kommenden Jahren zum Erliegen. Erst 1922 begann der Ausschuss vor allem durch den Bibliothekar der Industrie- und Handelskammer zu Leipzig Siegfried Moltke (1869–1958) mit Spendenaufrufen wieder zu arbeiten. 1926 wollte die Stadt Leipzig das aus ihrer Sicht künstlerisch veraltete und für die Schwanenteichanlage zu große Denkmal aus städteplanerischen und ästhetischen Gründen dezentraler aufstellen lassen, vorgeschlagen wurden der Johannapark, der König-Albert-Park und eine entlegene Ecke im Rosental. Das lehnte der Denkmal-Ausschuss ab, die Stadt gab nach. Im August 1927 begann der Bau des Denkmals.

### Geschichte des Denkmals ab der Einweihung 1927

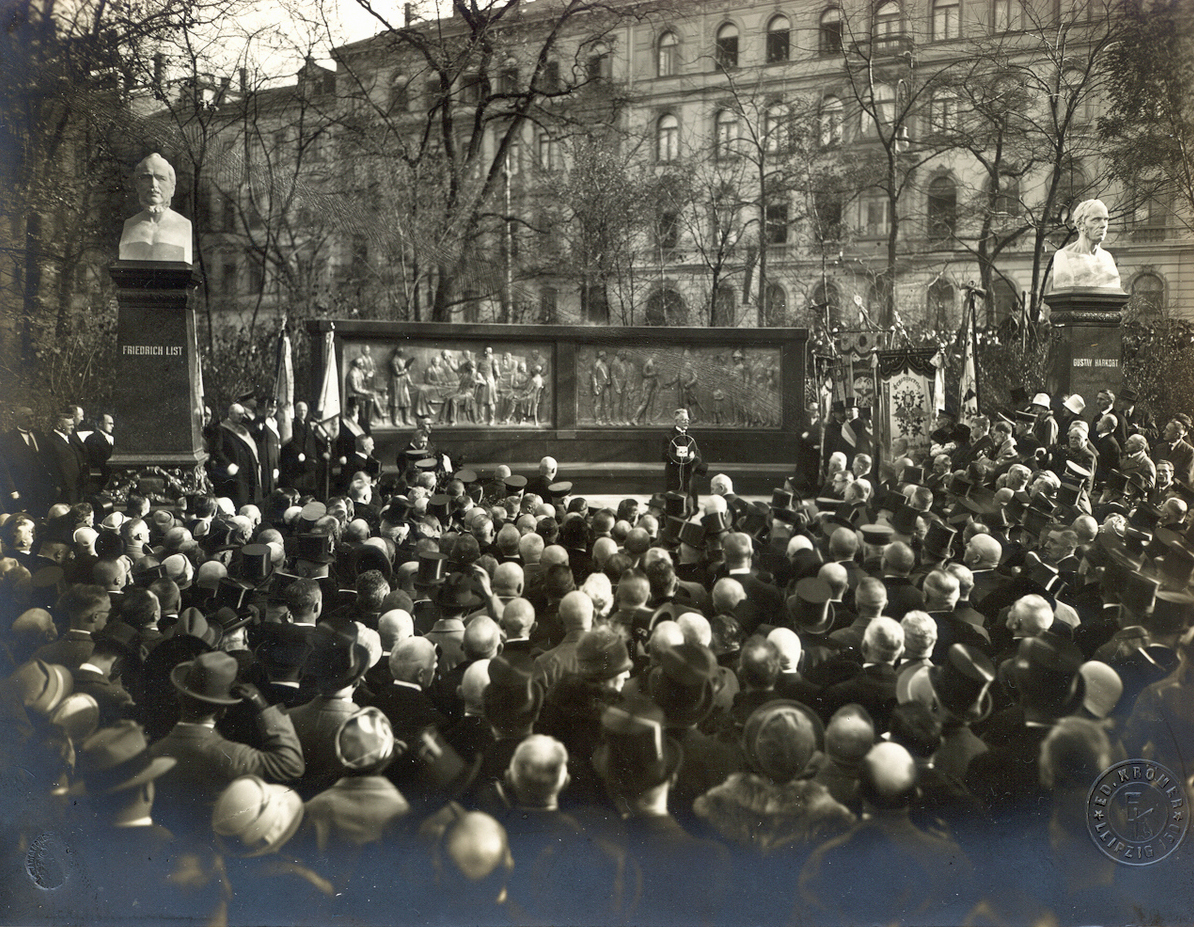
Einweihung des Friedrich-List-Denkmals, 30. Oktober 1927

Am 30. Oktober 1927, dem Todestag Friedrich Lists, wurde das Denkmal feierlich eingeweiht. An der Feier nahmen zahlreiche hochrangige Vertreter der Stadt, Politiker wie der damalige deutsche Außenminister Gustav Stresemann (1878–1929) oder der sächsische Wirtschaftsminister Friedrich Krug von Nidda und von Falkenstein (1860–1934) sowie Eisenbahnfunktionäre und Industrielle aus dem gesamten Deutschen Reich teil. Auch der Reutlinger Oberbürgermeister Karl Emil Hepp (1864–1934) war zu Gast, dort wurde List geboren. Die Festreden hielten Siegfried Moltke, der Leipziger Oberbürgermeister Karl Rothe (1865–1953), der Präsident der Reichsbahndirektion Dresden Richard Kluge (1866–1945) und der Nationalökonom und Diplomat Kurt Wiedenfeld (1871–1955). Eingeladene Nachfahren Harkorts boykottierten die Einweihung aufgrund des nach ihrer Meinung nach einseitigen Namens Friedrich-List-Denkmal.
Der Klassische Archäologe und Kunstkritiker Hans Nachod (1885–1958) kritisierte im November 1927 in einer Besprechung in der Neuen Leipziger Zeitung das Denkmal als Anachronismus, sowohl den zum Zeitpunkt der Denkmalsweihe veraltet anmutenden Kunststil als auch den Großteil der dargestellten Personen betreffend. Das Interesse am Denkmal ließ in den Jahren danach stark nach, 1932 beklagte sich ein Denkmal-Ausschussmitglied über den verwahrlosten Zustand des Monuments. Im Oktober 1942 wurden die Bronzereliefs von Lehnert als Metallspende des deutschen Volkes eingeschmolzen. 1944 wurde das Denkmal bei Bombenangriffen weitestgehend zerstört. Die Büsten Harkorts und List wurden zuvor gesichert und ab etwa 1960 im Museum der bildenden Künste Leipzig eingelagert.
Am 17. Juni 1999 wurden die beiden restaurierten Büsten an der Westseite des Querbahnsteiges des Leipziger Hauptbahnhofs an der Kurt-Schumacher-Straße von Vertretern der Stadt Leipzig und dem damaligen Vorstandsvorsitzenden der Deutschen Bahn Johannes Ludewig wieder eingeweiht. Für die Restaurierung der Büsten, die Gestaltung und Herstellung der neuen Sockel zeigte sich der Bildhauer Markus Gläser (* 1960) verantwortlich. Die Gesamthöhe der beiden Denkmale beträgt etwa 3,70 Meter.

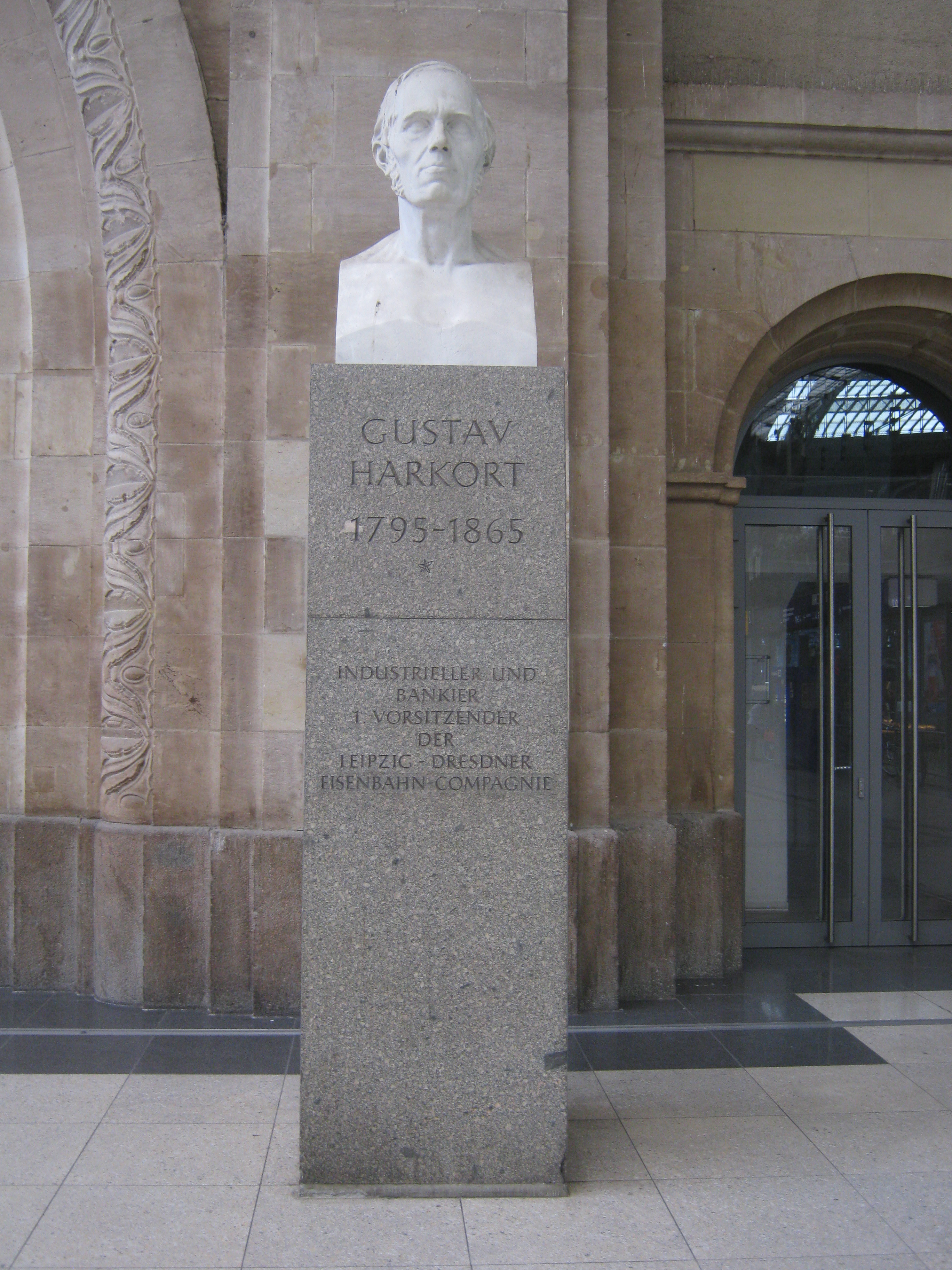
Gustav-Harkort-Büste im Hauptbahnhof
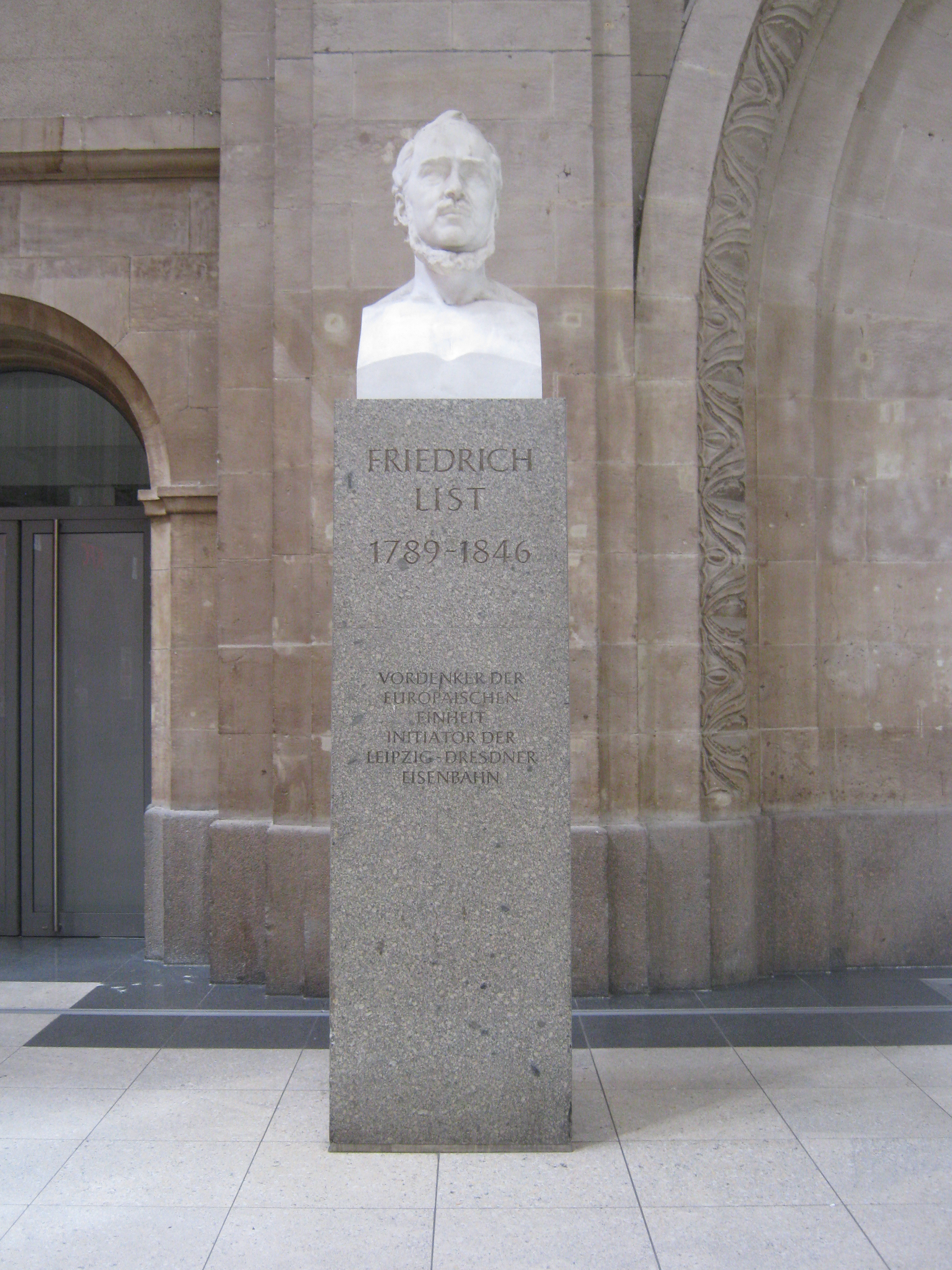
Friedrich-List-Büste im Hauptbahnhof

## Standort und Gestaltung

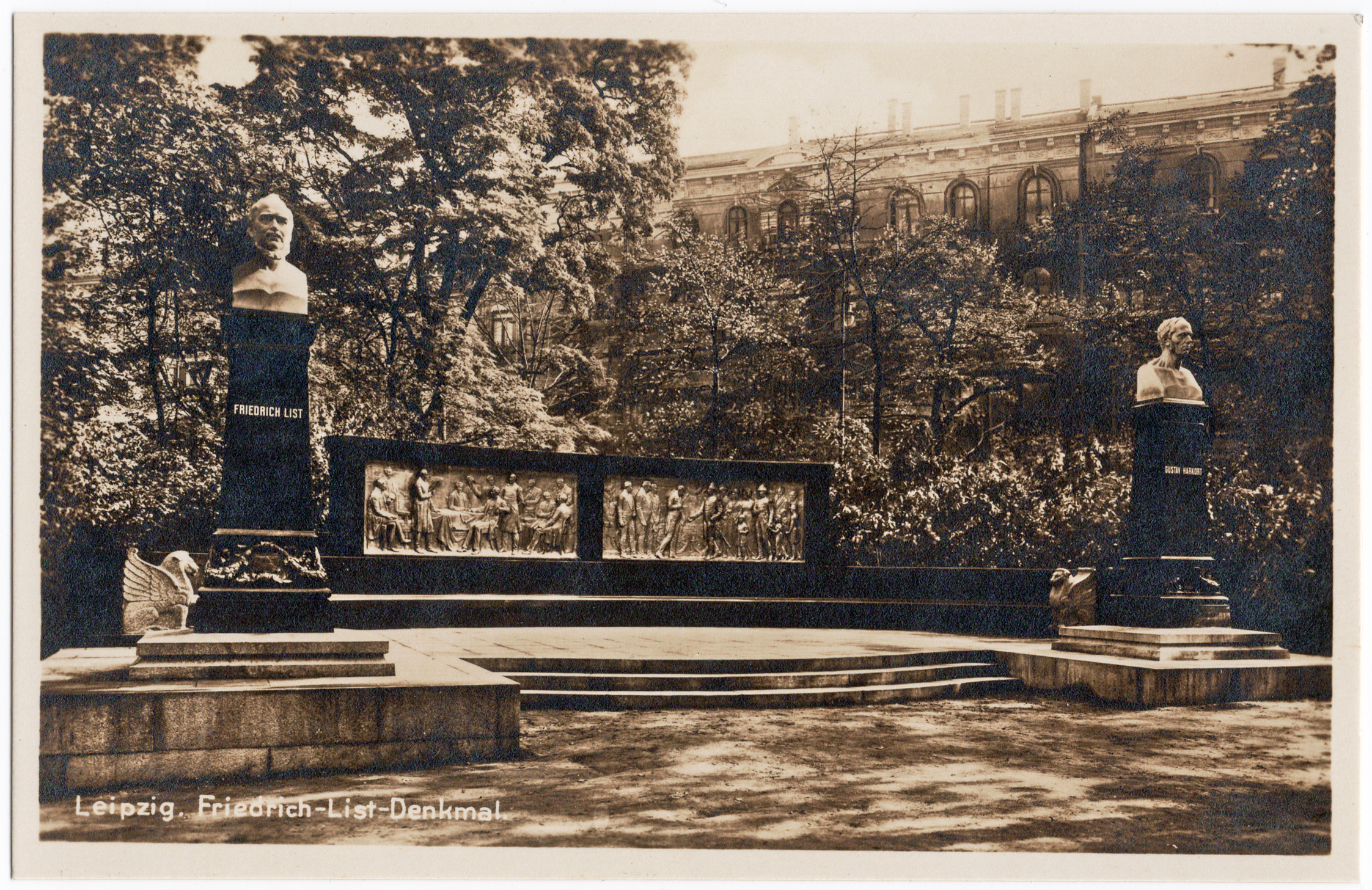
Friedrich-List-Denkmal Leipzig, nach der Einweihung 1927

Schwanenteichanlage, 1934

Das Denkmal befand sich auf etwa gleicher Höhe wie das Eisenbahndenkmal auf der gegenüberliegenden östlichen Seite des Schwanenteichparks am Georgiring auf einem kleinen Platz. Zuvor befand sich hier schon das Gustav-Harkort-Denkmal. Die Anlage bestand aus einem halbkreisförmigen Podest, an den jeweiligen Enden standen die auf Postamenten stehenden Büsten Lists (im Nordwesten) und Harkorts (im Südosten) aus Marmor. Die Postamente selbst bestanden aus Granit, das unter Gustav Harkort war das, welches bereits 1878 verwendet wurde, das unter Friedrich List wurde ersterem nachempfunden. Den unteren Rand der Postamente auf einem kleinen Podest zierten zwei Greif-Figuren. Am unteren Teil der Postamente zeigte jeweils ein Relief ein geflügeltes Eisenbahnrad. Die Gesamthöhe der beiden Elemente betrug etwa fünf Meter. Zwischen den Sockeln führten Stufen auf das Podest, das am Rand umlaufend von einer leicht erhöhten Steinmauer begrenzt war. Auf dieser Mauer standen die zwei von Lehnert geschaffene Bronzereliefs, die jeweils etwa 2,50 Meter breit und etwa einen Meter hoch waren. Ursprünglich waren die Ausführungen der Reliefs in der Größe 3,70 × 1,60 Meter geplant. Die Reliefs waren umlaufend im Mauerwerk eingefasst.
Das linke Bronzerelief Lehnerts zeigte Friedrich List im Kreise der Leipziger Bürger, die die Leipzig-Dresdner Eisenbahn-Compagnie gründeten. Das rechte Relief zeigte die sächsische Königsfamilie um Friedrich August II. (1797–1854) sowie Herzog Ernst II. von Sachsen-Coburg und Gotha (1818–1893), die am 8. April 1839 nach ihrer ersten Fahrt mit der Leipzig-Dresdner Eisenbahn von Leipziger Bürgern empfangen wurden.

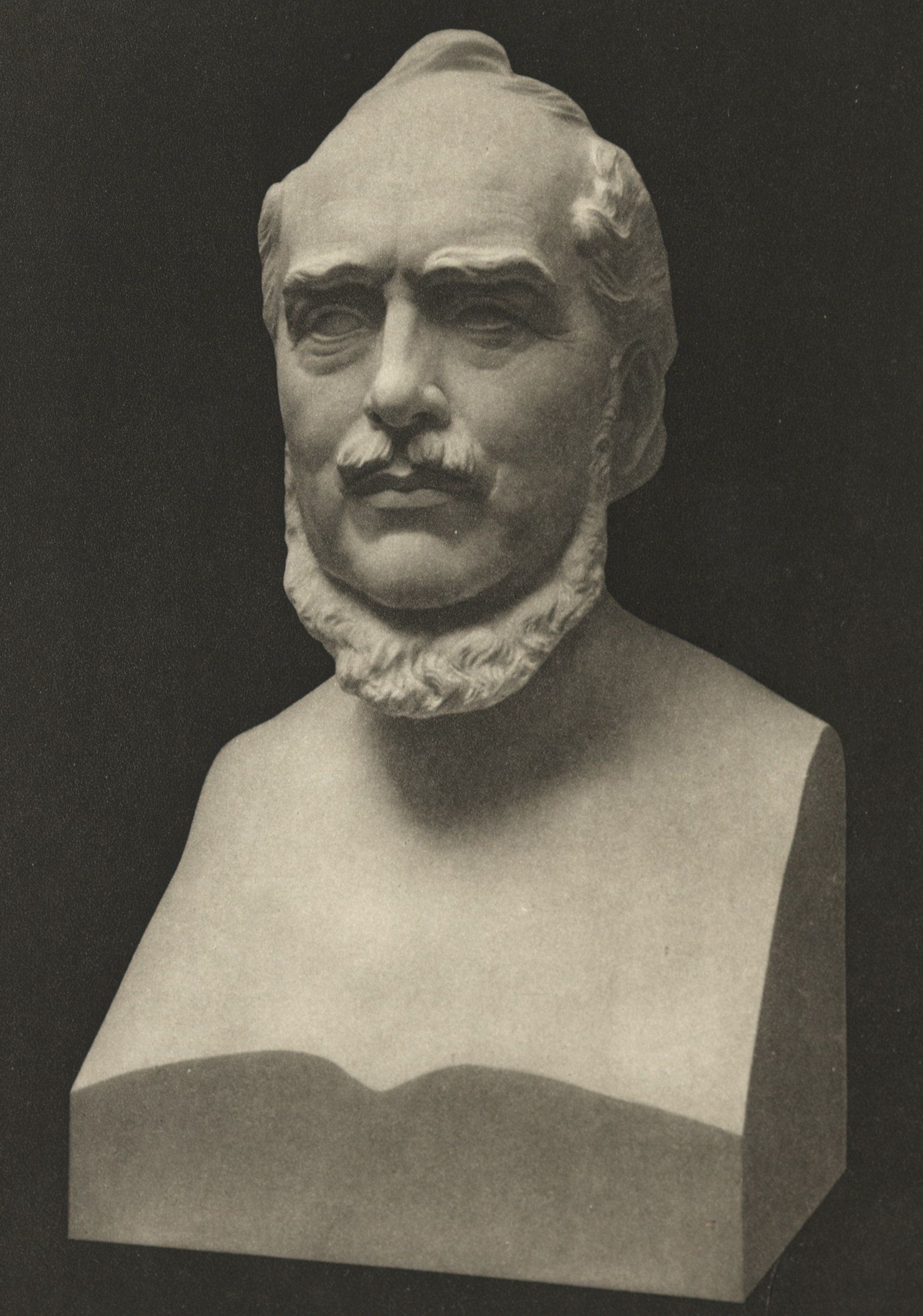
Büste Friedrich List
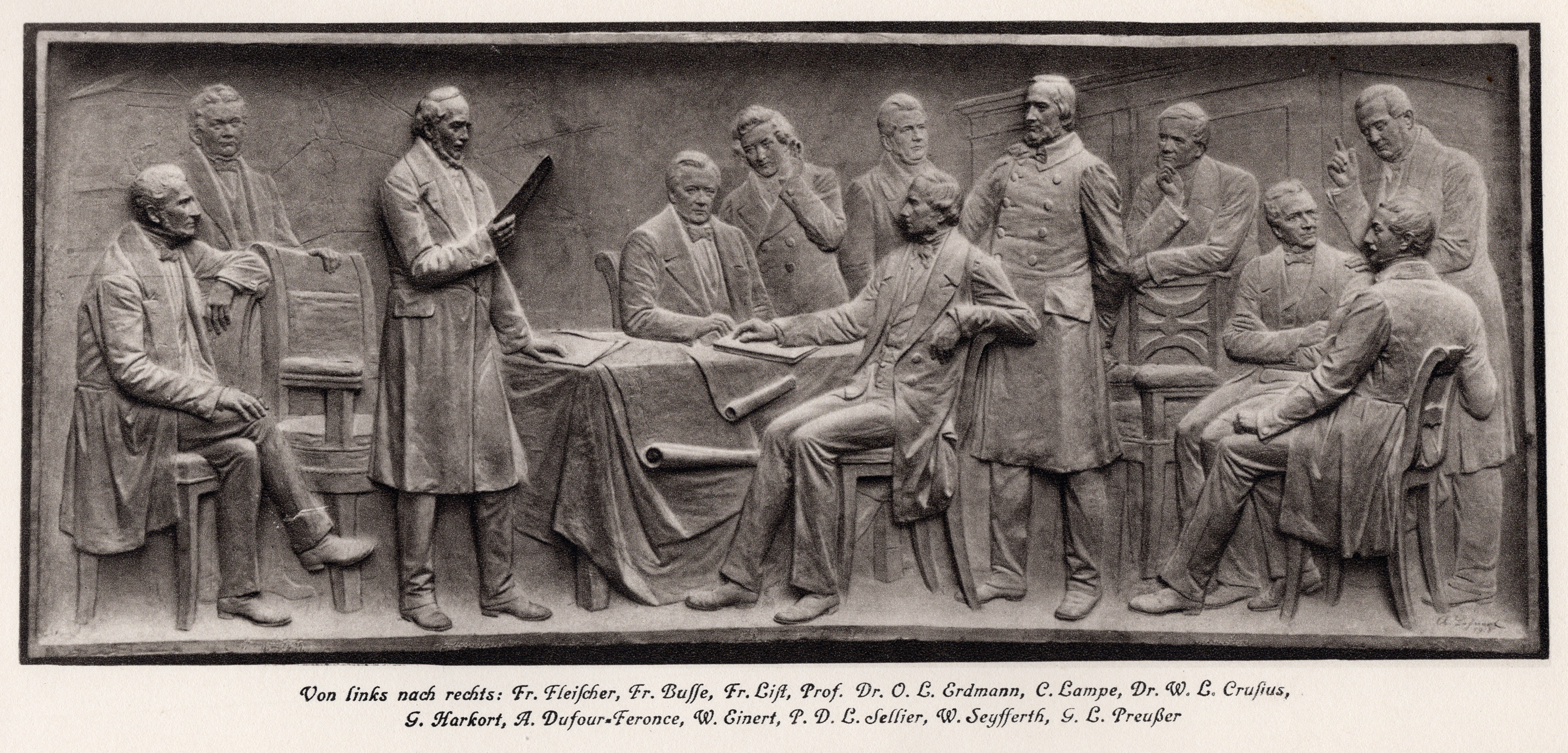
Linkes Bronzerelief
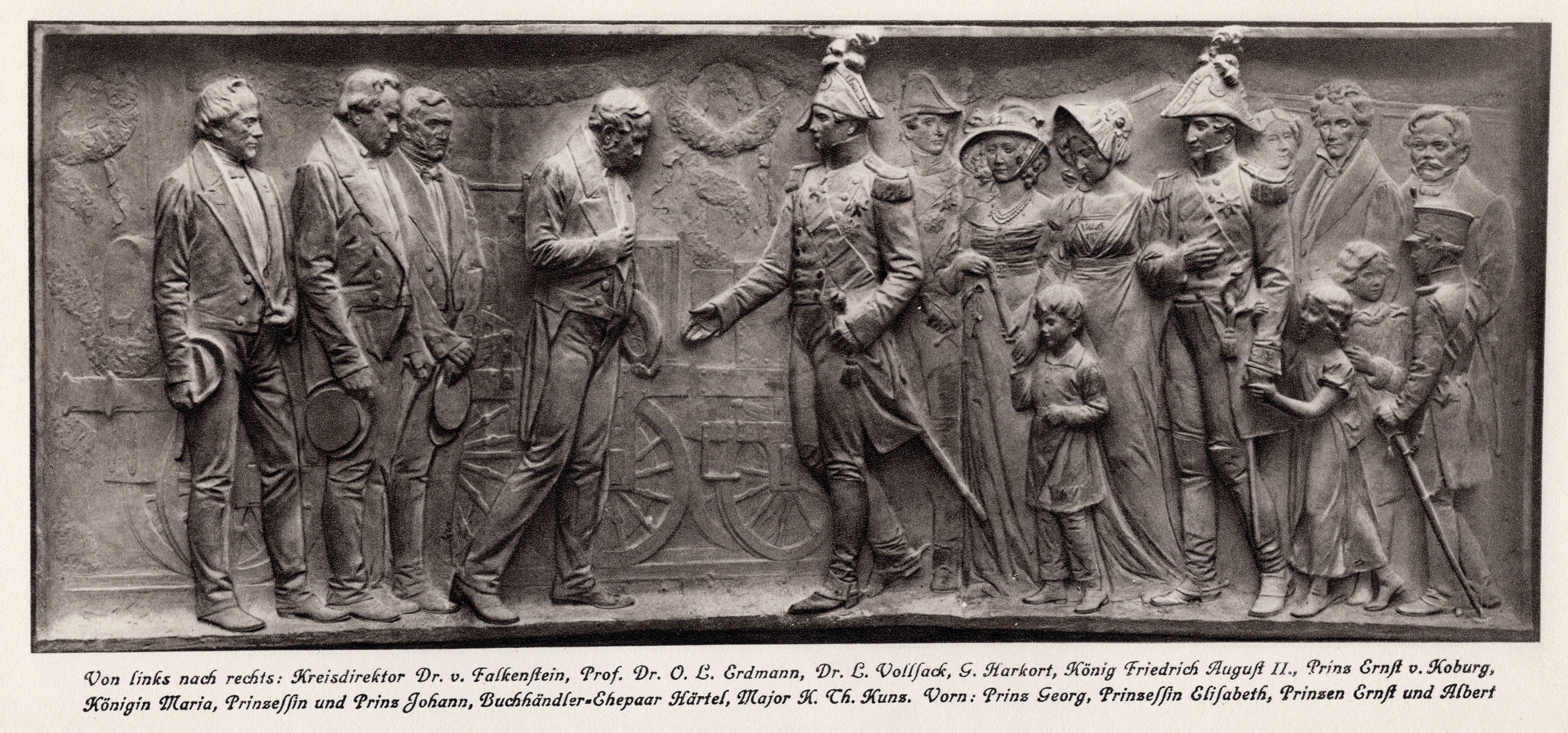
Rechtes Bronzerelief
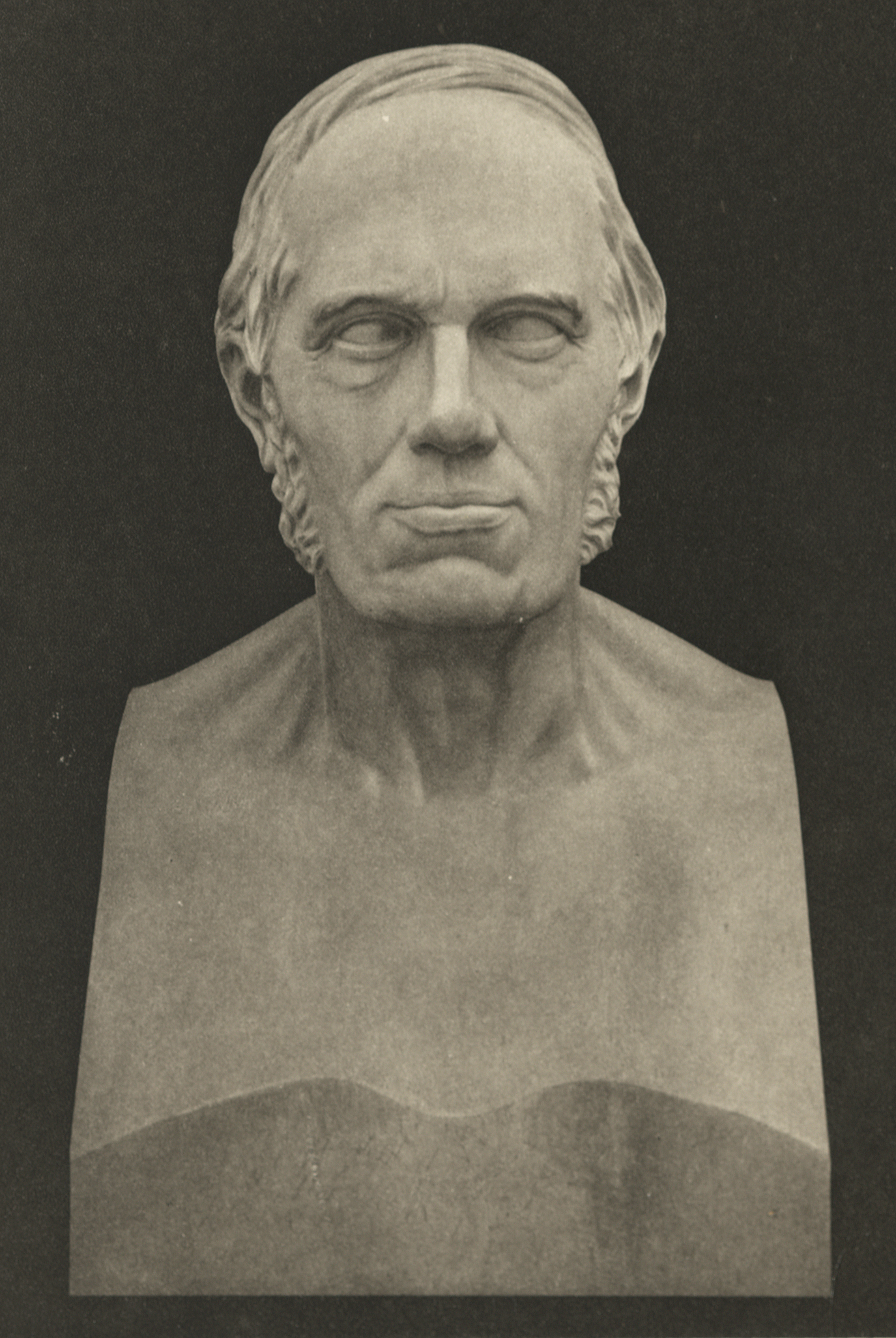
Büste Gustav Harkort

## Trivia
Friedrich List und Gustav Harkort konnten einander nicht ausstehen und hatten zahlreiche Auseinandersetzungen. Tief zerstritten gingen die beiden 1837 auseinander. Mit dem Denkmal wurden sie auf diese Weise wieder vereint.
Mit dem Friedrich-List-Denkmal und dem Eisenbahndenkmal standen lange Zeit zwei große Denkmale zum quasi gleichen Thema in unmittelbarer Nähe voneinander.
Der offizielle Name der Anlage lautete gemäß dem Denkmalausschuss Friedrich-List-Denkmal, erst in späterer Zeit setzte sich in der breiten Öffentlichkeit der Begriff List-Harkort-Denkmal durch.